# Cristian Ignacio Paz
Cristian Ignacio Paz (Lomas de Zamora, provincia de Buenos Aires; 24 de abril de 1995) es un futbolista argentino que juega como defensor central en el Deportivo Riestra de la Primera División de Argentina. 

## Trayectoria
Comenzó su carrera futbolística en 2014 en el Club Atlético Temperley. El 2 de febrero de 2017 fue cedido al FK Karpaty Lviv de Ucrania. No jugó ningún partido y tras finalizar la temporada 2016/17 volvió a la Argentina para jugar en el Club Atlético San Miguel.
En agosto de 2019 se convierte en jugador del Club Atlético San Martín de San Juan. En febrero de 2021 es contratado por el Club Deportivo Morón.
En enero del 2023 ficha para el equipo de FC Voluntari de Rumania.
El 1º de julio de 2024 se convierte en refuerzo del Deportivo Riestra de la Primera División de Argentina. Lleva en condición de jugador libre desde Rumania.

## Clubes
| Club                     | País      | Año       |
| ------------------------ | --------- | --------- |
| Club Atlético Temperley  | Argentina | 2014-2019 |
| FK Karpaty Lviv (cedido) | Ucrania   | 2017      |
| San Miguel (cedido)      | Argentina | 2017-2018 |
| San Martín de San Juan   | Argentina | 2019-2021 |
| Deportivo Morón          | Argentina | 2021-2023 |
| FC Voluntari             | Rumania   | 2023-2024 |
| Deportivo Riestra        | Argentina | 2024-Act. |

## Estadísticas
Datos actualizados al 18 de noviembre de 2024
| Club Atlético Temperley Argentina | 3.ª           | 2013-14       | 3   | 0 | 0  | 0 | 0 | 0 | 3   | 0 |
| Club Atlético Temperley Argentina | 2.ª           | 2014          | 1   | 0 | 0  | 0 | 0 | 0 | 1   | 0 |
| Club Atlético Temperley Argentina | 1.ª           | 2015          | 0   | 0 | 0  | 0 | 0 | 0 | 0   | 0 |
| Club Atlético Temperley Argentina | 1.ª           | 2016          | 0   | 0 | 1  | 0 | 0 | 0 | 1   | 0 |
| Club Atlético Temperley Argentina | 1.ª           | 2018          | 0   | 0 | 2  | 0 | 0 | 0 | 2   | 0 |
| Club Atlético Temperley Argentina | 2.ª           | 2018-19       | 20  | 0 | 0  | 0 | 0 | 0 | 20  | 0 |
| Club Atlético Temperley Argentina | Total club    | Total club    | 24  | 0 | 3  | 0 | 0 | 0 | 27  | 0 |
| FK Karpaty Lviv · Ucrania | 1.ª           | 2017          | 0   | 0 | 0  | 0 | 0 | 0 | 0   | 0 |
| FK Karpaty Lviv · Ucrania | Total club    | Total club    | 0   | 0 | 0  | 0 | 0 | 0 | 0   | 0 |
| Club Atlético San Miguel Argentina | 3.ª           | 2017-18       | 34  | 2 | 0  | 0 | 0 | 0 | 34  | 2 |
| Club Atlético San Miguel Argentina | Total club    | Total club    | 34  | 2 | 0  | 0 | 0 | 0 | 34  | 2 |
| San Martín de San Juan Argentina | 2.ª           | 2019-20       | 3   | 0 | 0  | 0 | 0 | 0 | 3   | 0 |
| San Martín de San Juan Argentina | 2.ª           | 2020-21       | 1   | 0 | 0  | 0 | 0 | 0 | 1   | 0 |
| San Martín de San Juan Argentina | Total club    | Total club    | 4   | 0 | 0  | 0 | 0 | 0 | 4   | 0 |
| Deportivo Morón Argentina | 2.ª           | 2021          | 28  | 1 | 0  | 0 | 0 | 0 | 28  | 1 |
| Deportivo Morón Argentina | 2.ª           | 2022          | 35  | 2 | 1  | 0 | 0 | 0 | 36  | 2 |
| Deportivo Morón Argentina | Total club    | Total club    | 63  | 3 | 1  | 0 | 0 | 0 | 64  | 3 |
| FC Voluntari · Rumania | 1.ª           | 2022-23       | 11  | 0 | 0  | 0 | 0 | 0 | 11  | 0 |
| FC Voluntari · Rumania | 1.ª           | 2023-24       | 17  | 0 | 6  | 0 | 0 | 0 | 23  | 0 |
| FC Voluntari · Rumania | Total club    | Total club    | 28  | 0 | 6  | 0 | 0 | 0 | 34  | 0 |
| Deportivo Riestra Argentina | 1.ª           | 2024          | 8   | 0 | 2  | 0 | 0 | 0 | 5   | 0 |
| Deportivo Riestra Argentina | Total club    | Total club    | 8   | 0 | 2  | 0 | 0 | 0 | 5   | 0 |
| Total carrera | Total carrera | Total carrera | 161 | 5 | 12 | 0 | 0 | 0 | 173 | 5 |
| (1) La copa nacional se refiere a la Copa Argentina, Copa de la Liga Profesional y Copa de Rumania. (2) La copa internacional se refiere a la Copa Sudamericana y Copa Libertadores. |               |               |     |   |    |   |   |   |     |   |